# Selbhorn
Le Selbhorn est un sommet des Alpes, à 2 655 m d'altitude, dans les Alpes de Berchtesgaden, et particulièrement le point culminant du Steinernes Meer, en Autriche (land de Salzbourg).